# Archidiocèse de Tunis
L'archidiocèse de Tunis (latin : Archidioecesis Tunetanus) est une circonscription ecclésiastique de l'Église catholique couvrant tout le territoire de la Tunisie. Il regroupe une dizaine de lieux de culte disséminés à travers le pays et une vingtaine de congrégations regroupant 67 religieuses et 27 prêtres (généralement originaires d'Afrique du Nord et du Moyen-Orient). Les messes sont célébrées en arabe, en français, en espagnol, en anglais et en italien. L'archidiocèse gère également neuf écoles primaires et secondaires ainsi que la clinique Saint-Augustin. La petite bibliothèque diocésaine compte 8 000 livres. Caritas offre des services de charité à la population locale.
L'archidiocèse couvre un territoire de 164 000 km2 et regroupe 20 000 catholiques (soit 0,2 % de la population tunisienne). La communauté chrétienne était beaucoup plus nombreuse en 1949 avec 280 000 personnes. La majorité des fidèles sont des expatriés et des diplomates pour la plupart européens. Mais elle compte aussi plusieurs milliers de Subsahariens, parmi lesquels des migrants et beaucoup d'étudiants (trois prêtres africains leur sont affectés), des fonctionnaires de la Banque africaine de développement, quelques Tunisiens convertis et les touristes de passage. 
Le siège de l'archidiocèse se trouve en la cathédrale Saint-Vincent-de-Paul de Tunis. Il est occupé par Nicolas Lhernould (de nationalité française) depuis le 4 avril 2024.

## Histoire

### Évêché et archevêché de Carthage
Le christianisme a une longue histoire en Tunisie, notamment avec le siège épiscopal de Carthage. Saint Cyprien de Carthage y est mort en martyr au IIIe siècle. Tertullien est également un personnage important de cette même époque. Saint Augustin admire même la beauté des lieux lorsqu'il visite Carthage. 
Le premier concile de Carthage est tenu en 251. Plusieurs siècles plus tard, les Vandales ariens envahissent le pays après la chute de l'Empire romain, ce qui facilite ensuite la conquête arabo-musulmane. 
Lord Exmouth met fin à l'esclavage des chrétiens en 1818. L'évangélisation y est difficile dans le contexte de la colonisation et de la décolonisation. Toutefois, 70 000 mariages catholiques sont célébrés entre 1841 et 1949.

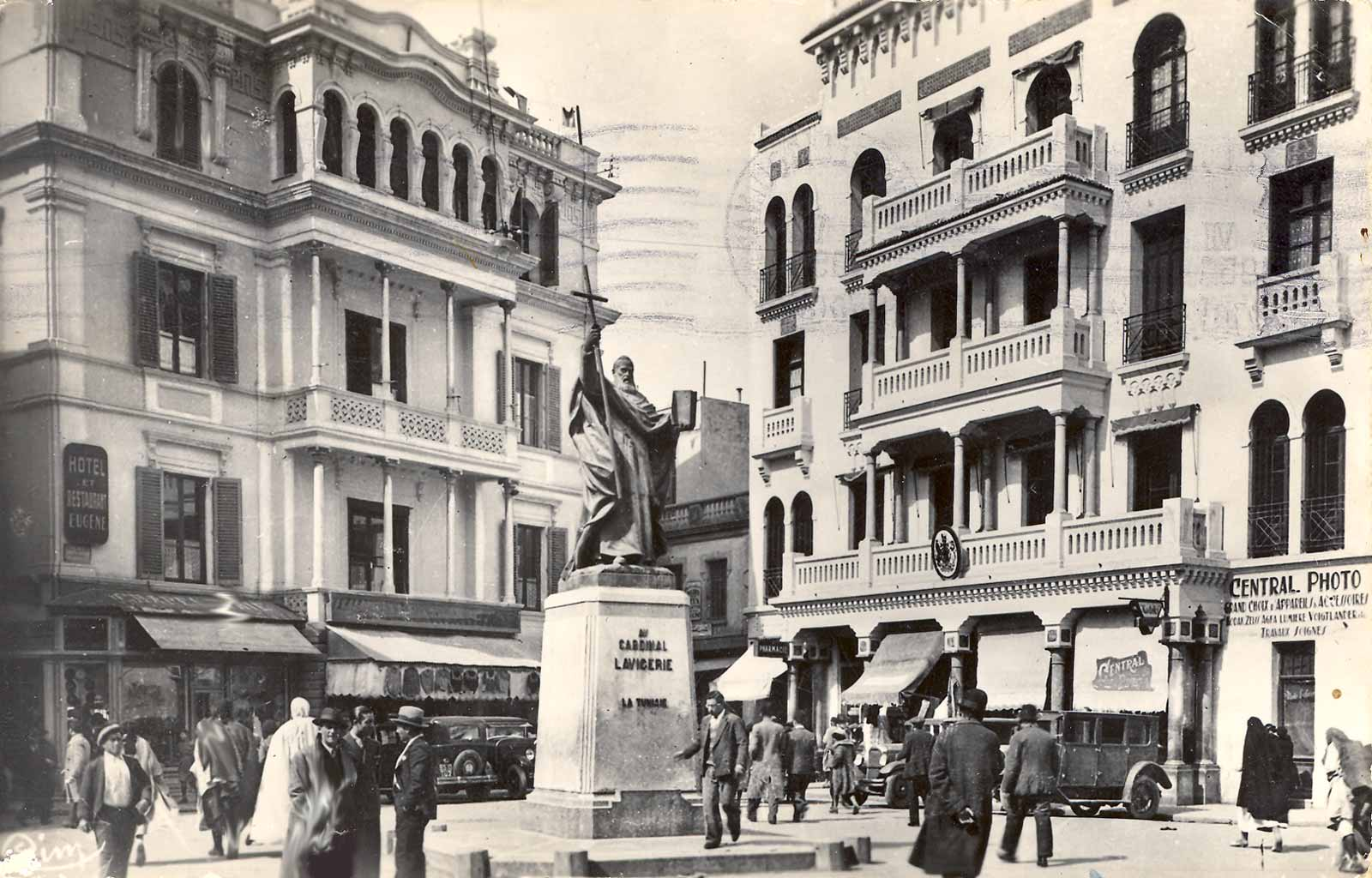
Statue de Charles Lavigerie devant la médina de Tunis.

Le 10 novembre 1884, l'antique siège épiscopal de Carthage est restauré par la bulle Materna Ecclesiae caritas de Léon XIII. Le 4 décembre, il est confié au cardinal Lavigerie qui se voit attribuer le titre de primat d'Afrique.
La bulle Prudens Ecclesiae de Paul VI du 9 juillet 1964 supprime l'archidiocèse de Carthage et ne le met plus qu'au rang titulaire ; il laisse la place à la prélature apostolique de Tunis.

### Siège de Tunis
Le siège épiscopal de Tunis passe du statut de vicariat apostolique en 1843 à celui de prélature territoriale le 9 juillet 1964.
Érigé canoniquement au rang de diocèse de Tunis le 31 mai 1995 par Jean-Paul II, puis élevé au rang d'archidiocèse par Benoît XVI le 22 mai 2010, il est immédiatement assujetti au Saint-Siège.
Dès sa refondation en 1884, le siège épiscopal de Tunisie est dirigé par des évêques français. En 1992, pour la première fois, Jean-Paul II nomme à sa tête un Arabe : Fouad Twal qui est Jordanien et son successeur, Maroun Lahham, un Palestinien.

## Ordinaires

### Vicaires apostoliques de Tunis
- 1844-1881 : Fidèle Sutter
- 1881-1884 : vacant, Charles Lavigerie (1825-1892) en tant qu'administrateur apostolique
- 1884 : Spiridion Salvatore Costantino Buhadgiar

### Archevêques de Carthage et primats d'Afrique
- 1884-1892 : Charles Lavigerie
- 1893-1922 : Clément Combes
- 1922-1939 : Alexis Lemaître
- 1939-1953 : Charles-Albert Gounot
- 1953-1964 : Maurice Perrin

### Prélats de Tunis
- 1964-1965 : Maurice Perrin
- 1965-1990 : Michel Callens (de) (1918-1990)
- 1990-1992 : Paul Geers (administrateur diocésain)
- 1992-1995 : Fouad Twal

### Évêques de Tunis

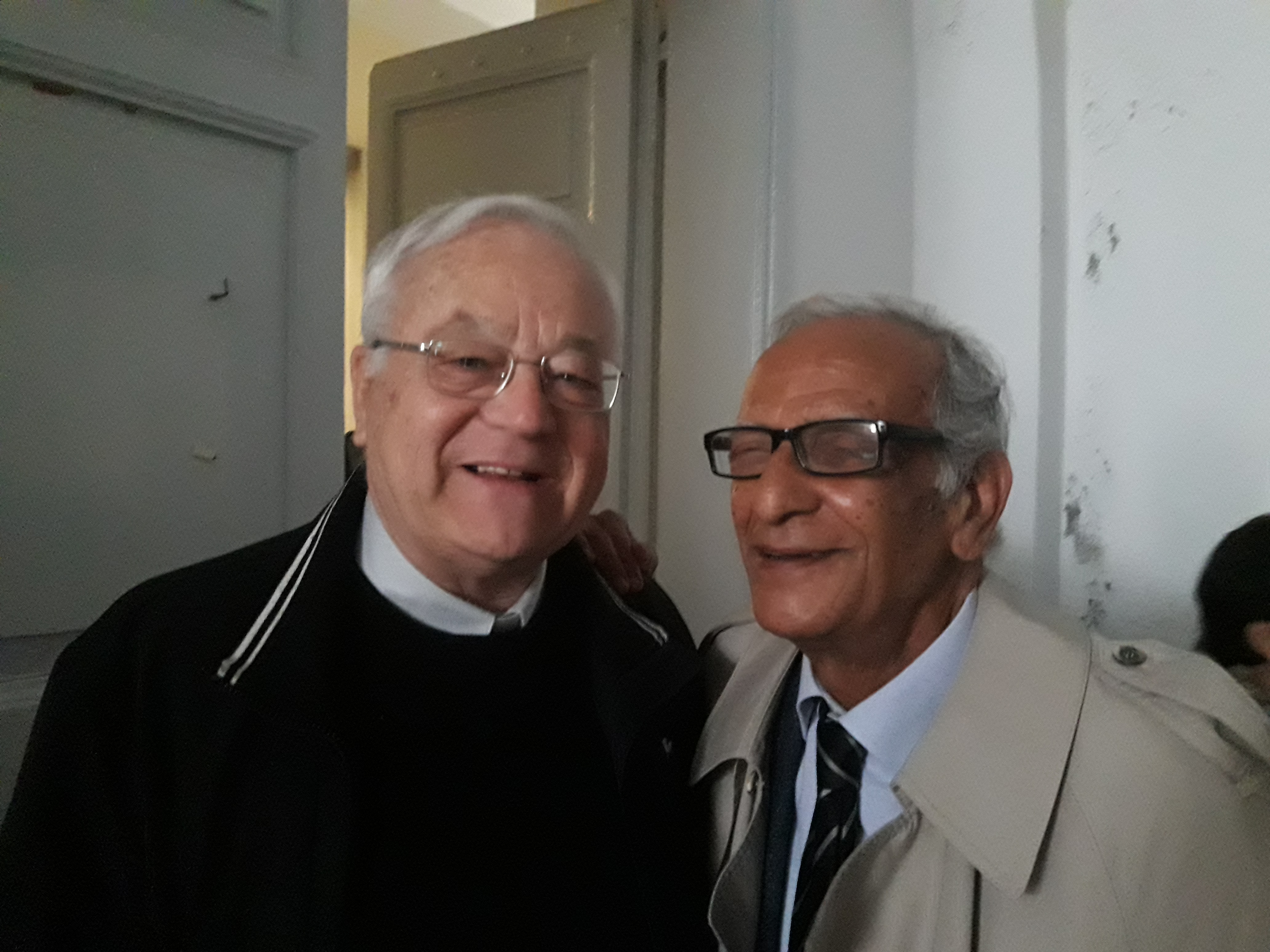
Ilario Antoniazzi avec le philosophe Youssef Seddik, en 2017.

- 1995-2005 : Fouad Twal
- 2005-2010 : Maroun Lahham

### Archevêque de Tunis
- 2010-2012 : Maroun Lahham
- 2012-2013 : vacant
- 2013-2024 : Ilario Antoniazzi
- depuis 2024 : Nicolas Lhernould[6]

## Biens et paroisses
Le 27 juin 1964, un modus vivendi est conclu entre le Saint-Siège et la République tunisienne au terme duquel sont cédés à l'État tunisien une grande partie des biens de l'Église catholique en Tunisie. En effet, depuis l'indépendance en 1956, la communauté catholique de Tunisie s'était considérablement réduite par des vagues successives de départs. Au terme de cet accord, seuls demeurent propriétés de l'Église la prélature (4, rue d'Alger) et les lieux de culte suivants :
| Emplacement | Nature des biens                                          |
| ----------- | --------------------------------------------------------- |
| Tunis       | Cathédrale Saint-Vincent-de-Paul et siège de la prélature |
| Tunis       | Église Sainte-Jeanne-d'Arc et presbytère                  |
| La Goulette | Église Saint-Augustin-et-Saint-Fidèle et presbytère       |
| Hammam Lif  | Presbytère de l'église Sainte-Marie                       |
| Grombalia   | Église de Grombalia, presbytère et salle paroissiale      |
| Sousse      | Église Saint-Félix et presbytère                          |
| Djerba      | Presbytère de l'église Saint-Joseph                       |

De nos jours, les paroisses de l'archidiocèse sont :
- Paroisse de Bizerte
- Paroisse de Carthage-La Marsa (église de La Marsa)
- Paroisse de Djerba (église Saint-Joseph)
- Paroisse de Gabès
- Paroisse de La Goulette (église Saint-Augustin-et-Saint-Fidèle)
- Paroisse de Nabeul-Hammamet
- Paroisse de Sfax
- Paroisse de Sousse-Monastir-Mahdia (église Saint-Félix)
- Paroisse de Tunis (cathédrale Saint-Vincent-de-Paul)
- Paroisse de Tunis (église Sainte-Jeanne-d'Arc)